# Rumpen
Rumpen (Limburgs: Rómpe) (officieel: Rumpener Beemden) is een dorp, dat tegenwoordig als wijk in het stedelijk weefsel van de plaats Brunssum in Nederlands-Limburg ingebed ligt. Op oude kaarten is het nog als opzichzelfstaand dorp onder de naam Rompen of Rompon aangegeven. De wijk ligt ten zuiden van het centrum van Brunssum en beschikt over een eigen winkelaanbod en uitgaansgelegenheden langs de Rumpenerstraat.
De wijk Rumpen is een rustige wijk, maar heeft veel opties. Zo beschikt de wijk over een sportschool, een bibliotheek en het zorgplein Mijn, een variatie met het ziekenhuis en andere zorgaanbieders zoals huisartspraktijken en apotheken. Verder bevinden zich er in de buurt 2 provinciale wegen: De N274 en de N299. Vroeger bevond zich in Rumpen ook een middelbare school, het Romboutscollege.
Net ten zuiden van Rumpen ligt het terrein van de voormalige staatsmijn Hendrik, tegenwoordig hoofdkwartier van AFNORTH.
In de wijk Rumpen liggen een aantal bezienswaardige voorbeelden van twintigste-eeuwse architectuur. Aan de Prins Hendriklaan ligt de Sint-Vincentius a Paolokerk met haar peperbustoren. Deze kerk is een van de vroege werken (1922-1923) en de eerste kerk van de Heerlense architect Frits Peutz. De kerk en voornamelijk de koepelvormige torenbekroning tonen invloeden van het werk van H.P. Berlage en de art deco. In de kerk bevindt zich een glas-in-loodraam vervaardigd door Lou Manche. Vroeger stond er ook de Bethelkerk.
Aan het Bodemplein en in de directe omgeving hiervan liggen enkele bezienswaardige woonhuizen, eveneens uit het begin van de twintigste eeuw. Deze zijn gebouwd voor de kantoorbeambten van de nabijgelegen staatsmijn.

## Varia
- Het appartementencomplex De Bosse Hook, liggend aan de Hoefnagelshof 27, verwijst naar de familie Bosch, die tot zeker in de jaren 20 van de 20e eeuw aan de Heugerstraat 5 woonden. Deze plek was in de volksmond bekend als de Bosse Hook, een verwijzing naar de uithoek waar de familie Bosch woonde[1].

Brunssum · Bouwberg · De Kling · Rumpen · Treebeek

Limburg: Steden en dorpen      Nederland: Provincies · Gemeenten